# 진도 칠전리 학계철비
진도 칠전리 학계철비(珍島 七田里 學契鐵碑)는 대한민국 전라남도 진도군 의신면 칠전리에 있는 조선시대의 철비이다. 2002년 4월 19일 전라남도의 기념물 제202호로 지정되었다.

## 개요
숙종 10년(1684)에 서재(서당)을 운영하기 위하여 창립한 학계의 운영에 관한 비석으로 1714년에 건립한 철비이다.
앞면에 학계참여 인명(11명)과 학문격려를 하는 글이 있다. 당초 이 학계는 박윤순의 아들 6형제가 중심이 되어 시작한 뒤 먼 인척들 5명이 참가했던 것으로 보인다. 뒷면에는 학계에서 구입한 재산 목록(토지)을 기록하였다. 이를 통해 학계창립 이후 1714년까지 30년간 25필지 1.7결의 재산을 모은 것을 알 수 있다.
동계(洞契)등에서 서당을 운영하거나 양사재 등 교육 활동을 부수적으로 하는 경우는 흔하지만 칠전리에서 보듯이 향촌에서 사학교육기관인 노암재(露岩齋,서당)을 세우고 학계(學契)를 설립하고 재원을 각출해 학전(學田)을 만든 뒤 이를 영속하도록 철제비를 세운 일은 드문 일이다.
이 철비는 3백여년 전 도서벽지 사람들의 교육열을 보여주는 한 기념물로 평가받을만 하다. 이 비는 조선 후기 향촌 사회사 연구와 오지벽촌의 교육사 연구 및 사회변화를 살피는데 좋은 자료가 된다.

## 참고 자료
- 진도칠전리학계철비 - 국가유산청 국가유산포털